# Datnioides pulcher
Datnioides pulcher es una especie de pez perteneciente a la familia de los peces tigre.

## Taxonomía y descripción
Estos peces alcanzan los 40 cm.
Es un pez de agua dulce, de clima tropical.
Espinas dorsales (total): 12; Radios blandos dorsales (total): 16-19; Espinas anales 3; radios blandos anales: 10 - 11. Profundidad del cuerpo 2.1-2.4 veces en SL; barras verticales relativamente estrecho, la primera barra por lo general no continua en el tórax o en la superficie ventral del cuerpo y la segunda barra que se originan en la base del 5 al 6 aleta dorsal columna vertebral, por lo general 11 radios ramificados en la aleta anal.

## Distribución
Asia: Mekong y Chao Phraya.
- Datos: Q5641741
- Multimedia: Datnioides pulcher / Q5641741
- Especies: Datnioides pulcher